# Осада Дерпта (1704)
Осада Дерпта (швед. Belägringen av Dorpat) — осада и взятие после штурма русскими войсками Петра I шведской крепости Дерпт в Ливонии в 1704 году.

## Предыстория
В августе 1700 года Россия вступила в Северную войну против Швеции и осенью того же года осадила Нарву, однако прибывшая под стены крепости армия шведского короля Карла XII нанесла тяжёлое поражение русской армии Петра I.
После того как главная армия Карла XII обратилась против саксонского курфюрста и польского короля Августа II, в 1701—1703 годах русские нанесли шведам ряд поражений и захватили почти всю Ингерманландию.
В 1703 году Пётр I основал Санкт-Петербург. Кроме того, русские практически полностью контролируют Чудское озеро.
Шведская озёрная флотилия под командованием капитана Лёшерна в 1702—1703 годах опустошает русские берега Чудского озера и топит в нём русские суда. На зимовку, по окончании летней навигации, шведская флотилия уходила по реке Омовже в крепость Дерпт.
3 мая 1704 года русский отряд под командованием генерал-майора Н. Г. фон Вердена в засаде на реке Омовже захватывает большую часть кораблей шведской флотилии Лёшера, выходящей на летнюю навигацию; сам капитан Лёшер взорвал свою яхту вместе с экипажем, не желая пережить поражения.
Естественным завершением борьбы за Чудское озеро было взятие Дерпта.

## Подход русской армии
В начале июня 1704 года к Дерпту прибывают русские войска под командованием генерал-фельдмаршала Б. П. Шереметьева. Окончательно русская осадная армия под Дерптом составила 8 драгунских, 2 иррегулярных конных, 12 солдатских, 2 стрелецких полка и отдельный шквадрон; всего 22 142 чел.:
- драгунские полки Р. Х. Баура, С. И. Кропотова, Г. С. Волконского, Б. И. Гагарина, И. Игнатьева, Н. Ифлянта, П. Мещерского и В. Григорова, и выборный драгунский батальон Шереметева
- полк ертаульного воеводы И. Т. Назимова и рейтарский полк М. Мурзенка
- солдатские полки В. фон Швендена, С. Айгустова, И. фон Дельдина, И. Мевса, Н. Геренка, П. Гасениуса, Ф. Балка, Н. Балка, И. Англера, Ю. Шкота, Д. Рыддера, А. Келина
- стрелецкие полки Полибина и Юрия Вестова

## Ход осады

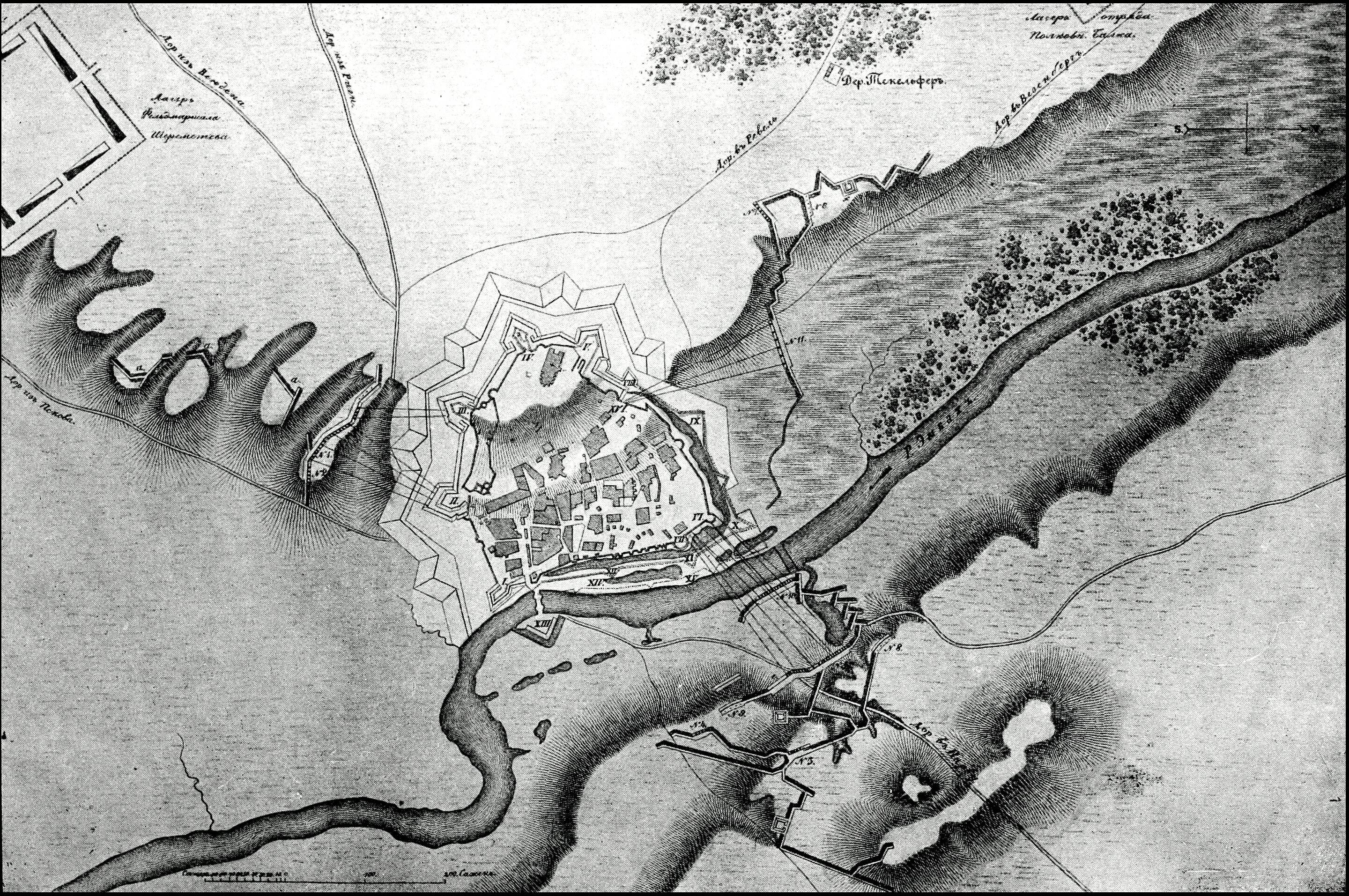
План осады Дерпта в 1704 году
Рисунок из статьи «Дерпт»
«Военная энциклопедия Сытина»)

Дерпт к приходу русских был укреплён сравнительно слабо, не было окончено строительство земляных бастионов. До начала июля русские под управлением майора Коберта вели осадные работы, осуществлялась и бомбардировка крепости. 2 июля под Дерпт озером прибыл царь Пётр и взял управление войсками на себя.
Возможно, прибытие Петра не было вызвано недовольством от затягивания осады Шереметевым, а изначально планировалось к завершению подготовительных работ. В любом случае, по прибытии царя интенсивность артиллерийского обстрела крепости и траншейных работ резко возросла. Основным направлением атаки были выбраны ветхие Русские башенные ворота и южная стена крепости, перед которыми расстилалось болото. Восточной, Пороховой, башне предстояло быть второстепенной целью атаки.
В период с прибытия Петра к Дерпту и до 12 июля продолжалась подготовка к штурму крепости — в частности, огнём орудий была сильно повреждена башня Русских ворот и сделано несколько проломов в южной стене.
Гарнизон (комендант —полковник Шютте) состоял из 5 тыс. чел., включая вооружённых жителей. По другим данным, численность гарнизона была меньше — 2,2 тыс. чел. Защитники располагали 132 (или 133) орудиями.

## Штурм
В ночь с 12-го на 13 июля был назначен штурм. Шведы ожидали ночной атаки. После артиллерийского обстрела крепости русские гренадеры в количестве менее 300 человек, гатя болото фашинами, подобрались к равелину, защищавшему Русские ворота, и вступили в огневой контакт со шведами. На помощь им по фашинным «проходам» в болоте были брошены подкрепления — около 400 солдат. Во 2-м часу ночи для развития успеха по скрытно проложенному через Омовжу мосту к Русским воротам было брошено ещё более 1500 стрелков. Превосходящими силами русских шведы были выбиты из равелина; 6 брошенных шведских пушек были использованы для обстрела крепости. Огнём этих орудий были разбиты Русские ворота, несмотря на яростное противодействие шведов, захвачена была и Пороховая башня.
После захвата Русских и Пороховых ворот комендант Дерпта полковник Шютте решил сдать крепость русским. Однако бой между сторонами вёлся столь яростно, стрельба стояла столь оглушительная, что отправляемые комендантом играть «шамад» (сдачу) барабанщики гибли безрезультатно; так, один за другим, погибло 4 шведских барабанщика. Более успешно о сдаче крепости возвестил трубач с замковой башни. Наконец, около часу дня 13-го июля, после примерно 10 часов сражения, гарнизон Дерпта капитулировал.
Царь Пётр и комендант Дерпта договорились о том, что шведский гарнизон будет выпущен из крепости с семьями, запасом провизии и пожитками, однако без знамён, артиллерии и оружия. При выходе шведов из крепости царь Пётр вернул им офицерские шпаги и часть ружей.
После ухода шведов Пётр I торжественно вошёл в Дерпт. Крепость оказалась богата трофеями. Отпраздновав взятие «праотеческого города Юрьева», Пётр I отбыл под Нарву. Вскоре к Нарве выдвинулась осадная армия генерал-фельдмаршала Б. П. Шереметева. В Дерпте оставлены стрелецкие полки Юрия Вестова и Полибина и солдатский полк Ф. Балка, причём полковник Ф. Балк оставлен комендантом Дерпта.

## Результаты
За время осады и при штурме русские потеряли 700—900 человек убитыми и умершими от ран и до 2,5 тыс. ранеными, в том числе около 600 убитых и 1800 раненых во время штурма (по другим источникам, около 300 и 400 соответственно). Шведы только убитыми потеряли 1,3—2,0 тыс. человек. По другим данным, убитыми гарнизон потерял 811 человек.
Это была одна из первых серьёзных побед русского оружия под непосредственным управлением Петра I на европейском театре военных действий. Взятием Дерпта (и последовавшим за тем взятием Нарвы) царь обезопасил Чудское озеро от появления в нём шведских кораблей и в целом упрочил российское присутствие в Прибалтике.

## Последующие события
В 1708 году Пётр I из опасения, что Карл XII может отнять у него Лифляндию, приказал срыть крепостные укрепления Дерпта.

В 1708 году по обвинению русским комендантом Нарышкиным в измене жители были казнены или сосланы на заточение в Россию, и в опустевшем Дерпте остался только русский гарнизон...— Военный энциклопедический лексикон. Часть 5-я. СПб. 1841.
После заключения Ништадтского мирного договора (1721) крепость была восстановлена.